# 江原三郎
江原 三郎（えはら さぶろう、1894年（明治27年）1月30日 - 1965年（昭和40年）3月4日）は、日本の政治家、弁護士。栃木県宇都宮市長、衆議院議員などを歴任。

## 経歴
下都賀郡絹村に塚原金吾の三男として生まれ、衆議院議員江原節の養子となった。東京帝国大学独法科を卒業し弁護士となる。宇都宮市会議員を経て、1935年（昭和10年）9月から1937年（昭和12年）5月まで宇都宮市選出の栃木県会議員を務める。1937年から栃木1区選出の立憲政友会の衆議院議員を1期務めた。
1944年（昭和19年）12月31日、宇都宮市長に就任。1945年（昭和20年）7月、宇都宮大空襲により同市は甚大な被害を受け市役所も焼失した。江原は被災者救済や復興に尽力し、1946年（昭和21年）10月15日に市長を退職した。間もなく公職追放となった。追放解除後の1957年（昭和32年）には栃木県教育委員会委員に就任している。
1965年（昭和40年）3月4日、死去した。71歳没。